# Alfred Plauzeau
Alfred Plauzeau (Avanton, 1875 – Hendaye, 1918), est un peintre français régionaliste poitevin.

## Biographie
Grâce à une bourse du conseil municipal de Poitiers, il entre en 1897 à l'École des beaux-arts de Paris où il est l'élève de Jean-Léon Gérôme. Il peint des scènes de genre (marchés, paysans) du pays poitevin. Il fut également peintre d'histoire et portraitiste et exécute des œuvres religieuses. Il expose au Salon des artistes français dès 1900 et en devient sociétaire en 1904. Il meurt en 1918, à 43 ans, alors qu'il était mobilisé.

## Œuvre
- La fin d'un règne - La crypte de Saint-Denis (1911), Musée Sainte-Croix de Poitiers
- Fresque : Les Noces de Cana et La Cène, église Saint-Jean-de-Montmartre à Paris. Une étude d'ensemble se trouve dans l'église Saint-Laurent-des-Anges à Avanton.

## Exposition
En 1985, le Musée Sainte-Croix de Poitiers lui consacre une rétrospective.